# Patrick Picot
Patrick Picot (* 22. September 1951 in Saint-Mandé, Département Val-de-Marne) ist ein ehemaliger französischer Fechter und Olympiasieger.
Patrick Picot war 1973 und 1981 französischer Meister. 1980 gewann er bei den Olympischen Spielen mit der Mannschaft die Goldmedaille im Degenfechten. Patrick Picot war Vizepräsident des französischen Fechtverbandes Fédération Française d’Escrime von 2004 bis 2008. Er ist mit Hajnalka Király-Picot verheiratet, die mehrfach erst für Ungarn später für Frankreich internationale Fechtmeisterschaften gewann.